# Companhia Paulista de Estradas de Ferro
A Companhia Paulista de Estradas de Ferro (CPEF, também chamada Companhia Paulista de Vias Férreas e Fluviais) foi uma companhia ferroviária brasileira situada no estado de São Paulo. Ela ficou conhecida pelo seu alto padrão de qualidade no atendimento ao público. A preocupação com a pontualidade era tão grande que as pessoas diziam que acertavam os relógios na chegada dos trens.
Permaneceu em atividade de agosto de 1872 até outubro de 1971, quando foi extinta e incorporada à FEPASA - Ferrovia Paulista S/A.

## História

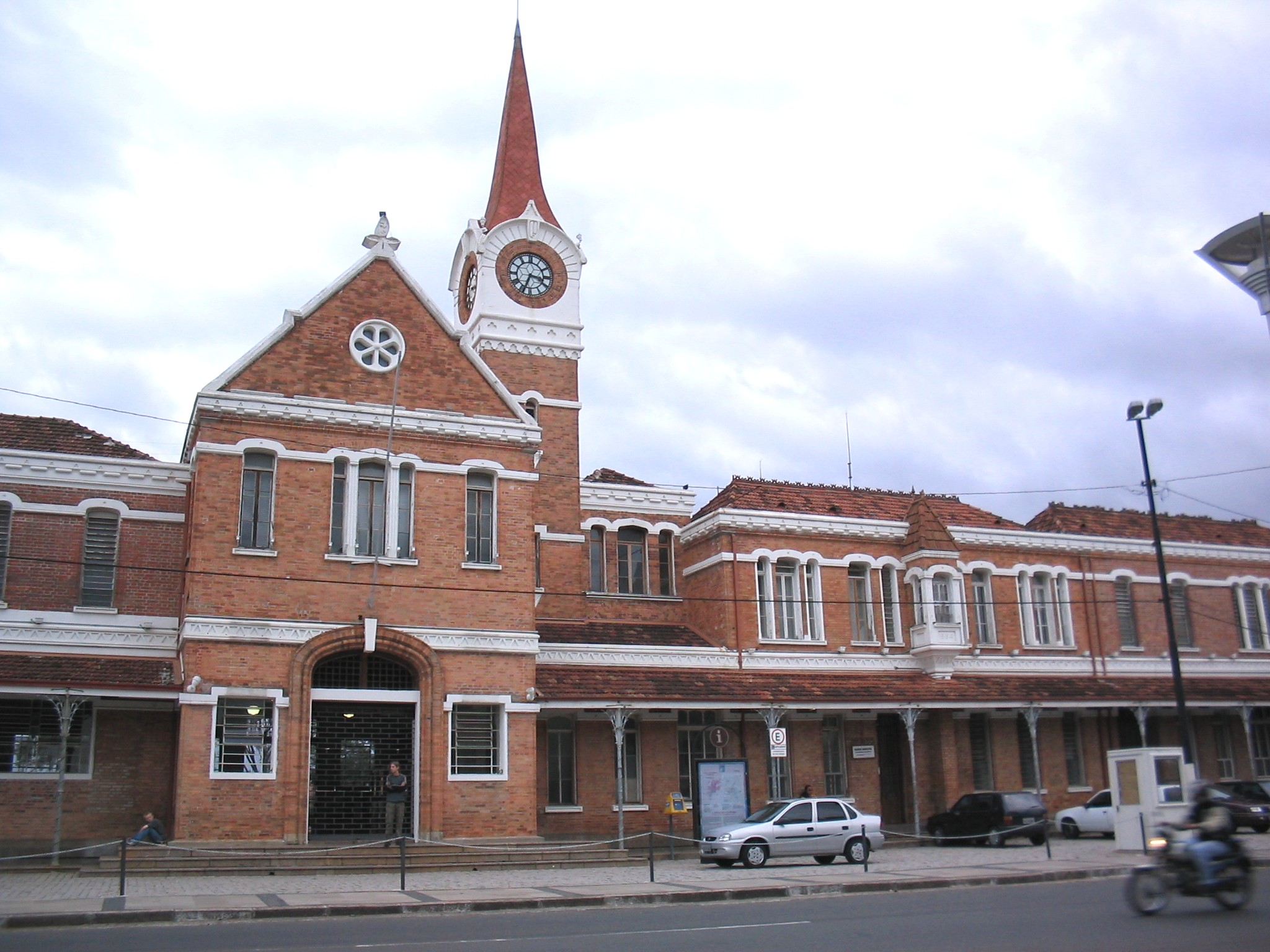
A Estação de Campinas, uma das mais importantes da Companhia Paulista

### Fundação: Jundiaí–Rio Claro

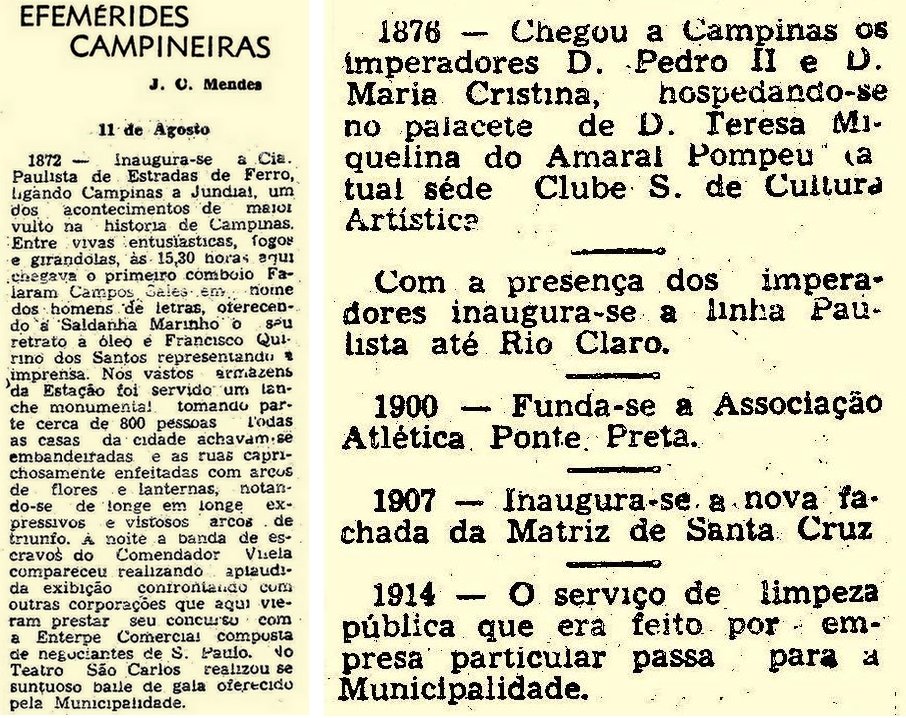
Efeméride da inauguração da Companhia Paulista de Estradas de Ferro em 1872 e do tradicional clube de futebol Ponte Preta em 1900.

A ferrovia foi idealizada em 1864 por um grupo de fazendeiros, negociantes e capitalistas que necessitavam de um meio de escoar o café cultivado no interior do estado de São Paulo. Eles pretendiam que a São Paulo Railway, a "Inglesa" ou "Santos-Jundiaí" levasse seus trilhos até São João do Rio Claro (atual Rio Claro), já que detinha a concessão para tal.
A decisão de fundar a "Companhia Paulista" surgiu após a São Paulo Railway declarar que não seria possível prolongar a ferrovia adiante, nem sequer até a cidade de Campinas, devido às perdas com a Guerra do Paraguai. Os trilhos da São Paulo Railway chegaram só até Jundiaí. Nesta cidade começou-se a construir os trilhos da Companhia Paulista rumo ao interior de São Paulo.
O presidente da província de São Paulo na época, Joaquim Saldanha Marinho, teve atuação fundamental na fundação da Companhia Paulista em 1868, aglutinando no mesmo ideal os capitalistas e fazendeiros que se digladiavam por interesses políticos naquele momento.
A Companhia Paulista foi então fundada no dia 30 de janeiro de 1868, sob a presidência de Clemente Falcão de Sousa Filho, porém as obras de construção da linha iniciaram-se mais de um ano após essa data, depois das aprovações dos estatutos da Companhia Paulista pelo Governo Imperial. Finalmente, no dia 11 de agosto de 1872, com uma bitola de 1,60 metros, chamada "bitola larga", foi inaugurado o primeiro trecho, entre Jundiaí e Campinas.

### Rio Claro–São Carlos

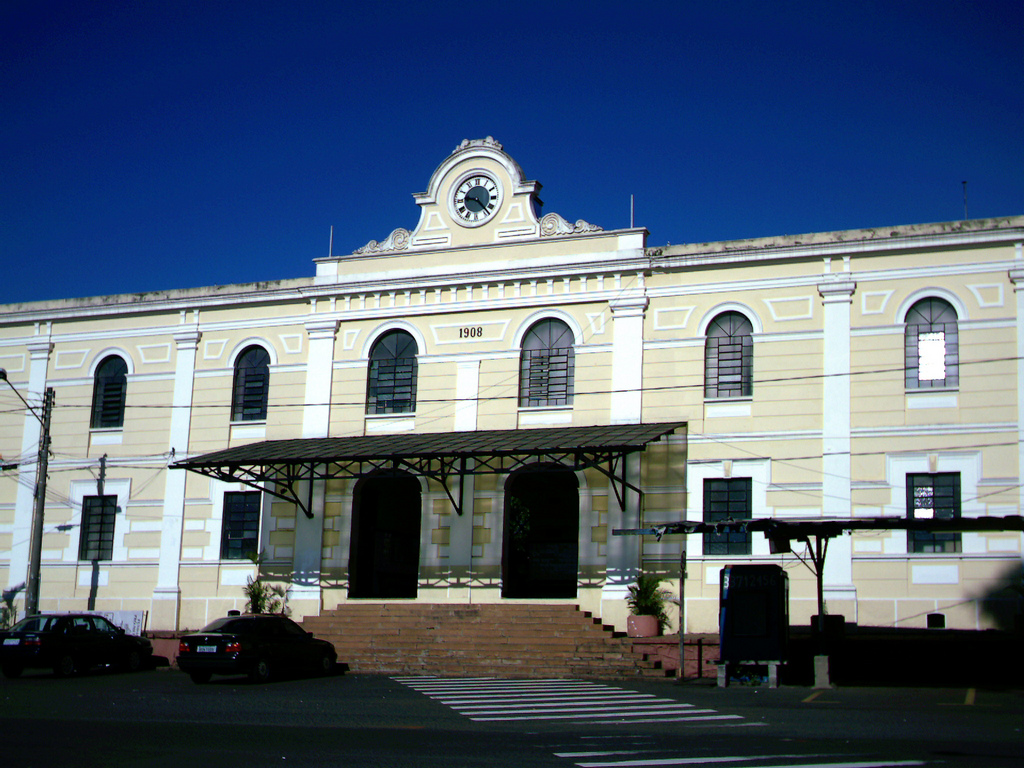
A Estação de São Carlos, uma das mais importantes da Companhia Paulista.

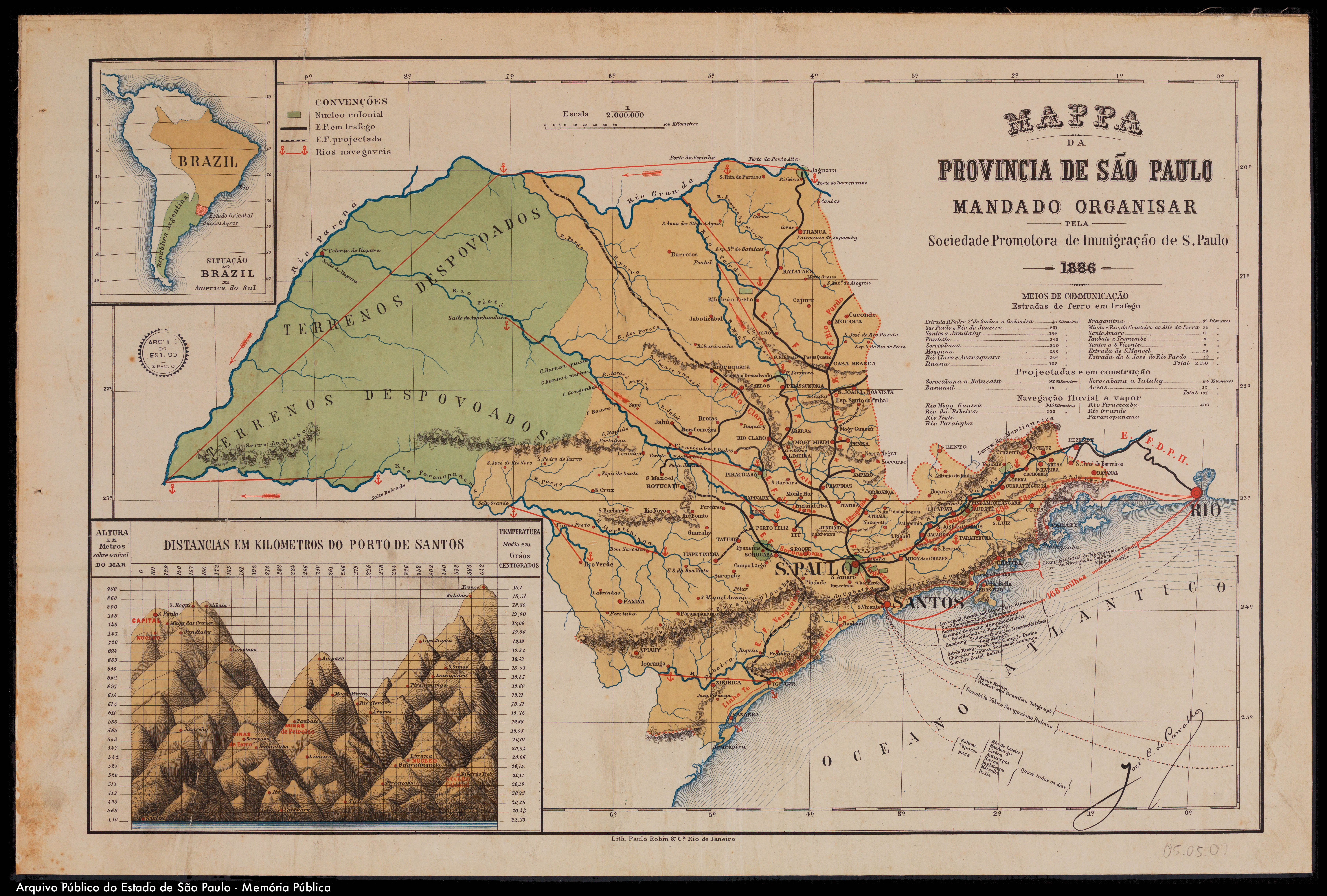
Mapa das linhas ferroviárias do Estado de São Paulo em 1886

Os seus trilhos foram avançando pelo interior adentro, chegando a Rio Claro e a Descalvado em 1876. Porém, seu crescimento foi posto em xeque quando a Companhia Paulista não aceitou dobrar-se a interesses políticos que impunham que o traçado do prolongamento a São Carlos passasse pelo Morro Pellado (atual Itirapina) para atender a fazendeiros influentes, sediados na vizinha Itaqueri da Serra e também na  chamada "Itaqueri de Baixo".
Da mesma forma, por critérios políticos, na gestão de Laurindo Abelardo de Brito como presidente da província de São Paulo, a Companhia Paulista ficou impedida de prolongar suas linhas até Ribeirão Preto, diretriz natural da então linha tronco, que acabou findando em Descalvado.
Tal prolongamento foi concedido à Companhia Mogiana, numa evidente "quebra" de seu traçado original. Foi, então, fundada a Companhia Rio Claro. O projeto ficou a cargo do engenheiro Antonio Francisco de Paula Souza.
Alguns anos após, foi proposta, pela Companhia Rio Claro que pertencia a família "Arruda Botelho" do Conde do Pinhal e ao Major Benedito Antonio da Silva, a fusão desta com a Companhia Paulista, porém as bases propostas para tal transação não foram aceitas pela Companhia Paulista, através de seu então presidente Fidêncio Nepomuceno Prates, apesar de ter havido recomendação de membros do seu corpo técnico que vistoriaram as instalações da Companhia Rio Claro, para que a fusão se concretizasse.
Devido a rumores de uma possível fusão da "The Rio Claro" com a Companhia Mogiana, a diretoria da Companhia Paulista, através de seu presidente Conselheiro Antônio da Silva Prado autorizou a compra da "The Rio Claro" no ano de 1892, pela quantia de 2.775.000 libras esterlinas, com um empréstimo de 2.750.000 libras obtido em Londres e 25.000 libras no ato da compra.

### Expansão
A partir daí, a Companhia Paulista pôde estender suas linhas interior afora, ficando tributárias de um riquíssimo setor do estado limitado entre os rios Moji-Guaçu e do Peixe, tendo também como tributárias ferrovias como a Companhia Douradense, Noroeste do Brasil, Estrada de Ferro Araraquara, São Paulo-Goiás, Mogiana, Funilense e Ramal Férreo Campineiro.
Ao receber em 1 de abril de 1892 as linhas da Rio Claro Railway, a Companhia Paulista dividiu sua malha em duas secções: a Paulista que contava com a bitola larga e as duas pequenas linhas de bitola de 0,60m, e a Rio Claro, com todas as linhas de bitola métrica.
A partir dai, a Paulista desenvolveu e muito, a infraestrutura recebida dos ingleses, ampliando e melhorando as Estações, como as de Rio Claro (que foi integralmente reconstruída, com amplas gares) e São Carlos (que sofreu, em seu corpo original, muitas ampliações e a instalação de armadura metálica de sua ampla gare) e o lastreamento de pedra da via permanente, dentre outros itens de muita importância.
A CP sempre emprestou apoio as empresas dela tributárias como as Companhias Dourado, São Paulo-Goyaz/Pitangueiras, Jaboticabal, Morro Agudo e Barra Bonita, chegando ao ponto de adquirir, desde os anos 30, participações acionárias daquelas Estradas, acabando por ser majoritária das cinco aqui mencionadas. Uma delas, a Pitangueiras, que houvera sido anteriormente integrada por incorporação à São Paulo-Goyáz e, posteriormente, em vista de sua falência, organizada sob a denominação de Companhia Ferroviária São Paulo-Goyáz, vendeu em 1927 à Paulista, sua Secção Pitangueiras, para que a Ferrovia-Padrão pudesse se servir do traçado da primitiva E.F. Pitangueiras, desde Passagem até Ibitiuva e daí até Bebedouro, como opção mais adequada ao prolongamento da bitola larga de Rincão a Barretos e ao Porto do Cemitério (posteriormente Colômbia), às margens do Rio Grande. Acreditando no potencial da indústria invernista do norte do Estado, a Paulista organizou com terceiros a Companhia Frigorífica e Pastoril (CFP), que foi repassada depois ao capital estrangeiro, origem da S.A. Frigorífico Anglo.

## Modernização e eficiência

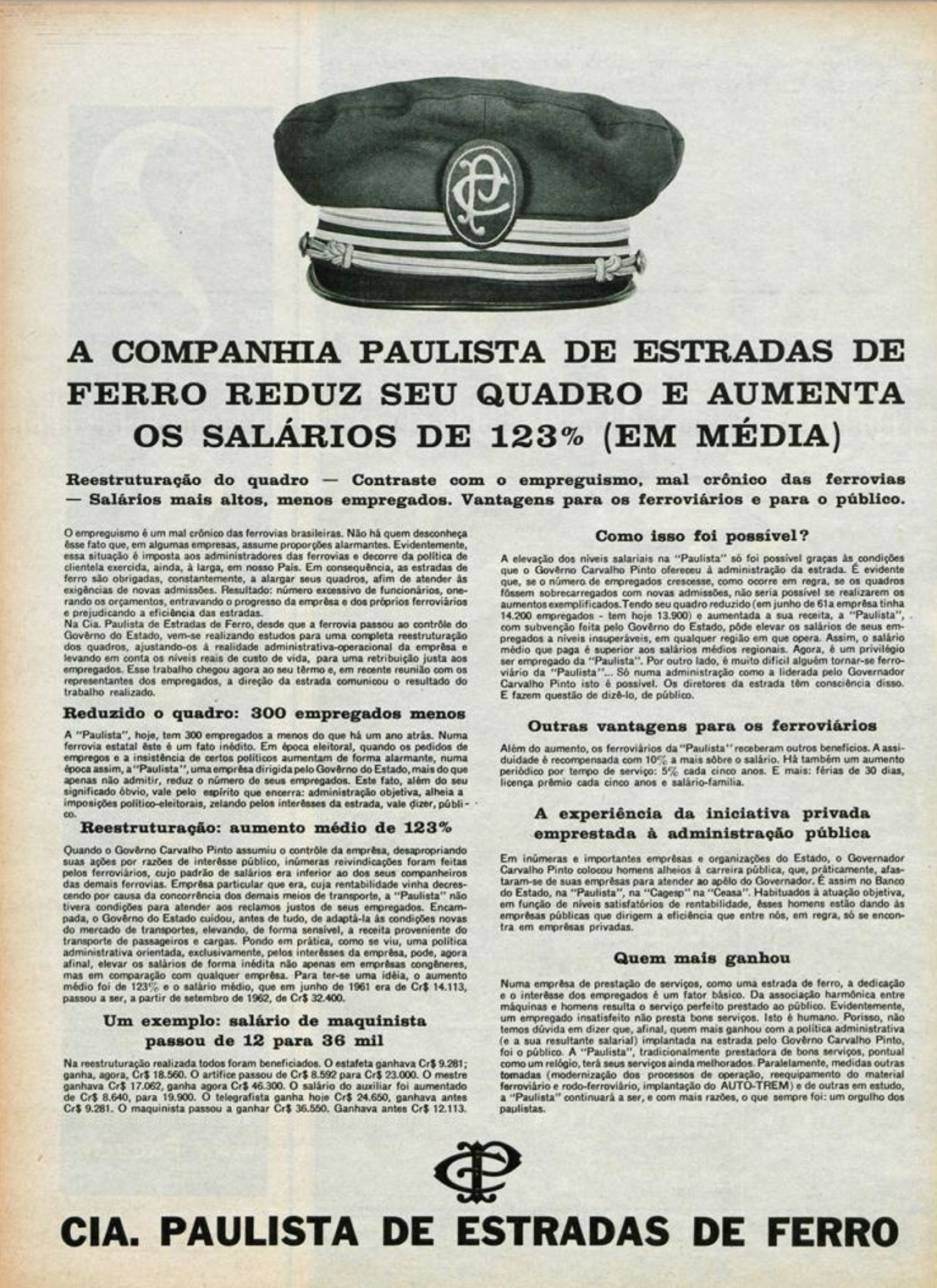
Propaganda da Cia. Paulista lançada um ano após sua estatização, 1962

Utilizando-se de profundos estudos do engenheiro Francisco Paes Leme de Monlevade, Inspetor Geral da Companhia Paulista, empreendeu a partir de 1920 a eletrificação de suas linhas, na tensão de 3 KVCC, estendendo a utilização da "hulha branca" em sua linha tronco de Jundiaí até Campinas (1922) e daí até Rio Claro (1926). Ciente da máxima de Monlevade de que "se não eletrificasse suas linhas, não distribuiria mais dividendos", prolongou este notável melhoramento de Rio Claro a Rincão (1928) e daí a Pederneiras (1947) e Bauru (1948). O limite deste avanço deu-se entre Bauru a Cabrália-Paulista em 1954, ano da entrega do alargamento de bitola na linha de Bauru a Marília. Interessante observar que estudos apontavam a extensão da eletrificação até Tupã, indicando, inclusive, que os Ramais de Piracicaba e Descalvado seriam eletrificados, chegando a este último, pelo menos, até a Estação de Pirassununga. O prolongamento da eletrificação até Garça chegou a ser iniciado mas abandonado e, por uma razão ou outra, os demais passos se resumiram aos estudos tão somente!
A Companhia Paulista foi pioneira em uma série de iniciativas no campo ferroviário brasileiro. Foi a primeira ferrovia a eletrificar suas linhas, a utilizar carros de aço para o transporte de passageiros (e posteriormente construindo-os em suas oficinas), fomentou a criação de hortos florestais para obtenção de dormentes e lenha (através dela o eucalipto foi introduzido no Brasil), bem como outras iniciativas de gestão até então inéditas no Brasil.
Seus trens de passageiros tornaram-se famosos pelo conforto oferecido e pela pontualidade em que operavam. O Trem "R" (Rápido) ou "Trem Azul", composto de carros de três classes (Pullman, Primeira e Segunda Classes) e restaurante, tornou-se lendário e determinou um padrão de conforto ainda não superado no Brasil, seja no transporte ferroviário (quase extinto) ou no rodoviário, mesmo em nossos dias.

### Manutenção
A Paulista dispunha das Oficinas de Jundiaí (dedicada a manutenção média e pesada de locomotivas a vapor, elétricas e diesel elétricas) e Rio Claro (direcionadas a manutenção geral de carros e vagões).
Ao longo de suas cinco divisões possuía, inclusive, depósitos de locomotivas (dedicada a manutenção leve e média de locomotivas a vapor, elétricas e diesel elétricas), mencionando-se, dentre eles, os de Jundiaí, Campinas, Rio Claro, São Carlos (demolido), Rincão e Bebedouro.

### Sindicato

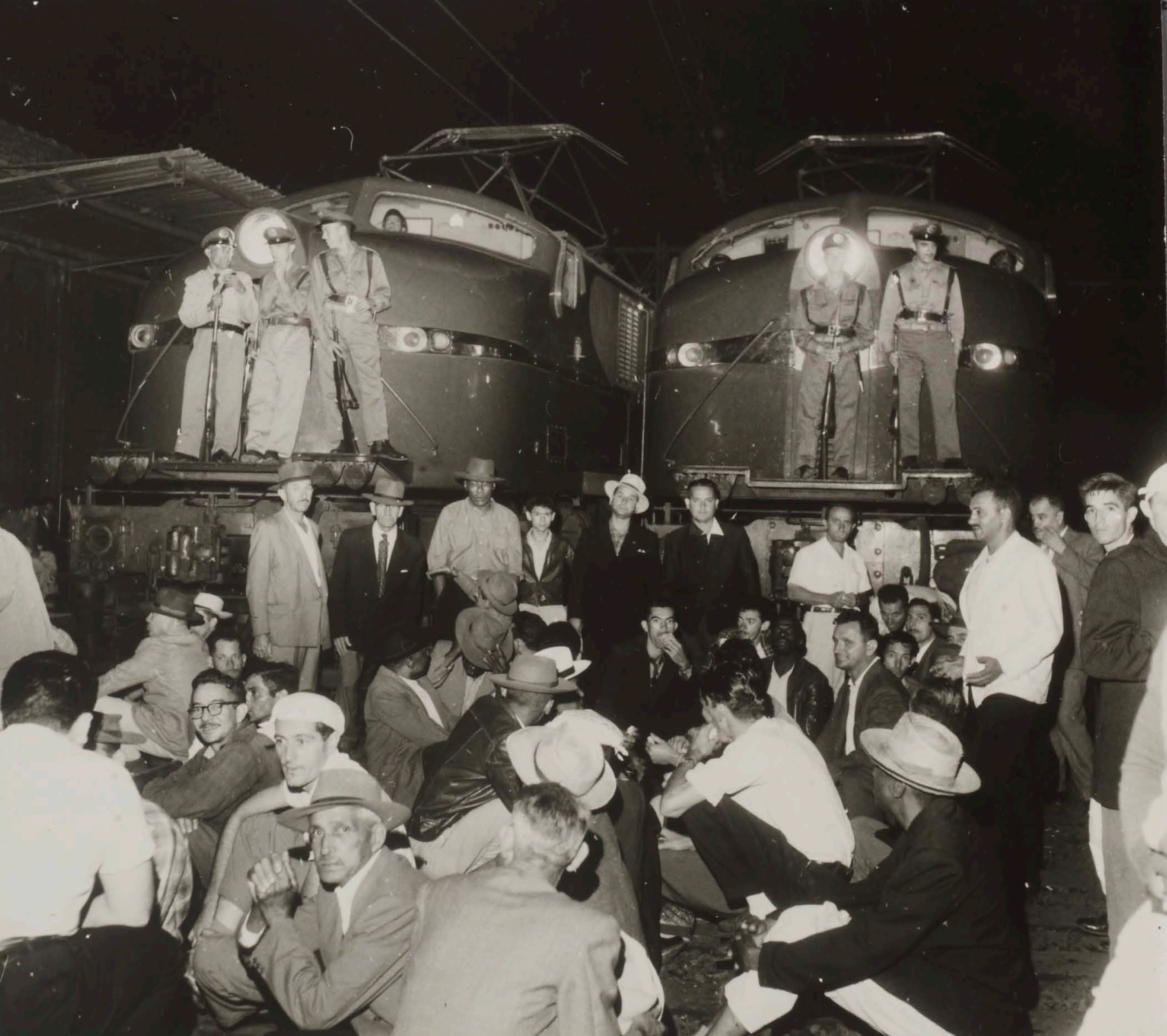
Trabalhadores da Cia. Paulista sentam-se nos trilhos em Jundiaí para impedir a circulação de trens durante a greve de abril de 1959.
Arquivo Nacional

O primeiro sindicato de ferroviários, foi fundado na cidade de São Carlos em 1929, com o nome de "Sindicato dos Operários Ferroviários da Companhia Paulista de Estradas de Ferro", que posteriormente teve sua sede transferida para Campinas.
Primeira greve do Brasil
Mas o papel na história ficou bem antes disso, com a primeira greve operária do Brasil realizada em maio de 1906, após o comício do Dia do Trabalho no pavilhão Polytheama e que ganhou apoio das tecelãs da Fábrica São Bento e dos estudantes da Faculdade de Direito do Largo São Francisco, duramente reprimida. Nessa disputa contra cortes salariais morreram os ferroviários Ernesto Gould e Manuel Diaz, lembrados no Arquivo Edgard Leuenroth e, de forma discreta, no Cemitério Nossa Senhora do Desterro.

### Decadência
Em 1961, durante uma crise econômica agravada por uma série de greves, a empresa foi estatizada. Em 10 de novembro de 1971, a Companhia Paulista de Estradas de Ferro foi incorporada à nova estatal FEPASA.

## Transporte

### Passageiros

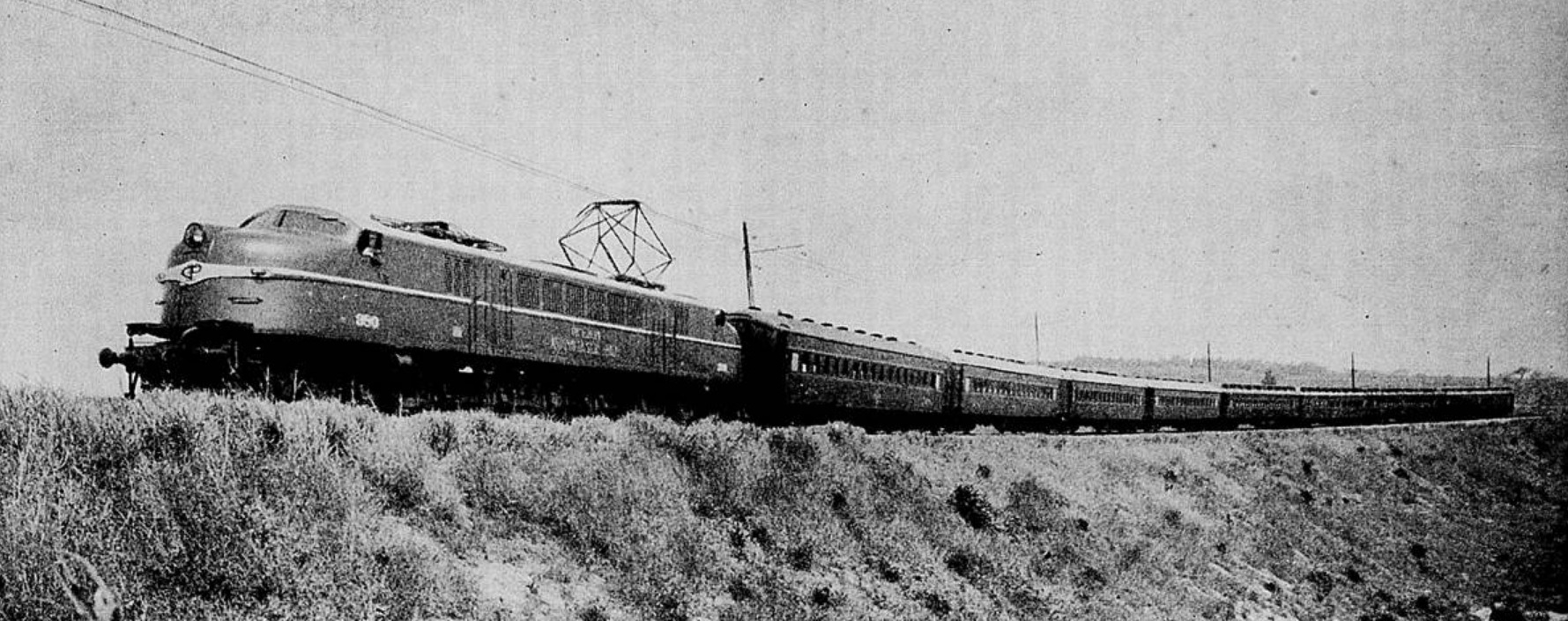
Trem de passageiros da Cia. Paulista em 1941.

O número de passageiros transportados pela Companhia Paulista permaneceu em constante crescimento, exceto por dois períodos: 1931-1935 (sentindo os reflexos da Crise de 1929) e o período de 1956-1970 (quando ocorre pequena variação em consequência de uma maior concorrência com o transporte rodoviário, com a abertura de rodovias como a Anhanguera). Ainda assim, a empresa manteve-se na média de 10 milhões de passageiros transportados por ano, sendo 2 milhões comemorados ainda na celebração do seu 50º aniversário em 1918. Esse crescimento constante no número de passageiros transportados pode ser explicado parcialmente pela operação e manutenção exemplares que a Companhia Paulista mantinha em sua rede, a ausência da Rodovia dos Bandeirantes (aberta apenas em 1978) e o baixo número de operações do Aeroporto de Viracopos
. É possível observar que a estatização da ferrovia em fins de 1961 teve pouco ou nenhum efeito no transporte de passageiros até a extinção da empresa em 1971, incorporada à FEPASA.
| Período   | Nº de Passageiros (média) | Período | Nº de Passageiros (média) |
| --------- | ------------------------- | ------- | ------------------------- |
| 1872/75   | 65690                     | 1921/25 | 3338114                   |
| 1876/1880 | 156224                    | 1926/30 | 3985406                   |
| 1881/85   | 160901                    | 1931/35 | 3646563                   |
| 1886/90   | 269097                    | 1936/40 | 5943547                   |
| 1891/95   | 1054435                   | 1941/45 | 8033795                   |
| 1896/00   | 1267245                   | 1946-50 | 11388591                  |
| 1901/05   | 988765                    | 1951-55 | 11929658                  |
| 1906/10   | 1110301                   | 1956-60 | 11097029                  |
| 1911/15   | 1977199                   | 1961-65 | 10489646                  |
| 1916/20   | 2088271                   | 1966-70 | 10131863                  |

### Cargas
| Carga Geral – em milhões (TKU)        |
|                                       |
| Fontes: CPEF 1 - Recorde transportado |

A Companhia Paulista foi criada com o objetivo claro de transportar a produção de café da região de Campinas até Jundiaí ou Paranapiacaba, onde a SPR (dona de um monopólio do transporte ferroviário) transportava a carga até o porto de Santos. Com a expansão para São Paulo impedida pela SPR, a Paulista foi expandido seus trilhos pelo interior na rota dos cafezais.
Enquanto foi altamente rentável, a cultura do café sustentou a expansão da ferrovia e grandes produtores de café foram seus principais acionistas. Com as crises no mercado internacional do café, a consequente queda dos preços obrigou a Paulista a buscar uma diversificação no transporte de cargas, através de cereais, madeira, gado, carne, frutas, combustíveis, etc. Para manter a expansão dos negócios, buscou empréstimos com bancos, emitiu novas ações e trocou o seu controle acionário: saíram os cafeicultores e entraram os bancos e trustes internacionais.
Durante a década de 1940 (afetada pela Segunda Guerra Mundial), a Companhia Paulista praticamente dobra o volume de cargas transportado em relação à década anterior. Esse movimento de crescimento no transporte de cargas continua crescendo e atinge o seu auge em 1955, quando a empresa alcança o seu melhor resultado em todos os tempos. Apesar de uma ligeira oscilação, a empresa opera no seu último ano transportando um volume respeitável de cargas.

## Linhas
| Linha                               | Inauguração                     | Distância de Jundiaí            | Comprimento                     | Observações                                         |                                 |                                 |
| Bitola de 1,60 m (Bitola Larga)     | Bitola de 1,60 m (Bitola Larga) | Bitola de 1,60 m (Bitola Larga) | Bitola de 1,60 m (Bitola Larga) | Bitola de 1,60 m (Bitola Larga)                     | Bitola de 1,60 m (Bitola Larga) | Bitola de 1,60 m (Bitola Larga) |
| ----------------------------------- | ------------------------------- | ------------------------------- | ------------------------------- | --------------------------------------------------- | ------------------------------- | ------------------------------- |
| Linha Tronco (Linha 1)              | 11 de agosto de 1872            | 0 km                            | 506,655 km                      |                                                     |                                 |                                 |
| Linha Tronco Oeste(Linha 2)         | 1 de julho de 1885              | 174,370 km                      | 613,432 km                      |                                                     |                                 |                                 |
| Ramal de Piracicaba                 | 14 de julho de 1917             | 78,387 km                       | 123,593 km                      |                                                     |                                 |                                 |
| Ramal de Descalvado                 | 10 de abril de 1877             | 116,965 km                      | 223,773 km                      |                                                     |                                 |                                 |
| Ramal de Santa Veridiana            | 26 de novembro de 1891          | 189,882 km                      | 38,922 km                       |                                                     |                                 |                                 |
| Ramal de Baldeação                  | 1 de junho de 1913              | 228,370 km                      | 1,452 km                        | Construído para se conectar com a Companhia Mogiana |                                 |                                 |
| Bitola de 1,00 m (Bitola Métrica)   |                                 |                                 |                                 |                                                     |                                 |                                 |
| Ramal de Analândia                  | 15 de outubro de 1884           | 133,840 km                      | 40,610 km                       |                                                     |                                 |                                 |
| Ramal de Campos Sales               | 19 de fevereiro de 1887         | 252,268 km                      | 41,371 km                       |                                                     |                                 |                                 |
| Ramal de Agudos                     | 7 de dezembro de 1903           | 302,613 km                      | 57,152 km                       |                                                     |                                 |                                 |
| Ramal de Água Vermelha              | 1 de abril de 1892              | 206,308 km                      | 62,976 km                       |                                                     |                                 |                                 |
| Ramal de Pontal                     | 25 de março de 1903             | 357,370 km                      | 55,400 km                       |                                                     |                                 |                                 |
| Ramal de Jaboticabal                | 6 de junho de 1892              | 285,759 km                      | 116,916 km                      |                                                     |                                 |                                 |
| Ramal de Terra Roxa                 | 11 de janeiro de 1927           | 377,995 km                      | 32,180 km                       |                                                     |                                 |                                 |
| Ramal de Ribeirão Bonito            | 10 de maio de 1892              | 206,308 km                      | 212,477 km                      |                                                     |                                 |                                 |
| Ramal de Itápolis                   | 3 de junho de 1915              | 335,209 km                      | 27,066 km                       | Antiga Companhia Estrada de Ferro do Dourado        |                                 |                                 |
| Ramal de Bariri                     | 2 de junho de 1910              | 266,728 km                      | 62,552 km                       | Antiga Companhia Estrada de Ferro do Dourado        |                                 |                                 |
| Ramal de Jaudourado                 | 1 de janeiro de 1912            | 310,161 km                      | 40,535 km                       | Antiga Companhia Estrada de Ferro do Dourado        |                                 |                                 |
| Ramal de Dourado                    | 9 de maio de 1912               | 266,728 km                      | 14,423 km                       | Antiga Companhia Estrada de Ferro do Dourado        |                                 |                                 |
| Ramal de Nova Granada               | março de 1911                   | 397,983 km                      | 149,144 km                      |                                                     |                                 |                                 |
| Ramal de Barra Bonita               | 15 de agosto de 1929            | 283,232 km                      | 12,504 km                       | Estrada de Ferro Barra Bonita                       |                                 |                                 |
| Ramal de Luzitânia                  | 13 de março de 1916             | 349,418 km                      | 35,155 km                       |                                                     |                                 |                                 |
| Bitola de 0,60 m (Bitola Estreita)  |                                 |                                 |                                 |                                                     |                                 |                                 |
| Ramal de Santa Rita do Passa Quatro | 15 de outubro de 1884           | 205,394 km                      | 48,458                          | Antiga Estrada de Ferro Santa Rita                  |                                 |                                 |
| Ramal de Descalvadense              | 1 de Março de 1891              | 223,773 km                      | 13,840 km                       | Antiga Estrada de Ferro Descalvadense               |                                 |                                 |

## Administração
Em 30 de janeiro de 1868, foram eleitos o Barão de Itapetininga, o Senador Francisco Antônio de Sousa Queirós, o Dr. Martinho Prado Júnior, o Desembargador Bernardo Avelino Gavião Peixoto e o Dr. Clemente Falcão de Souza Filho em diretoria provisória para gerir os negócios da Companhia até sua definitiva incorporação. A 7 de março de 1869 foi eleita pelos acionistar a primeira diretoria da Companhia composta dos Srs. Dr. Clemente Falcão de Souza Filho, Dr. Martinho da Silva Prado, Desembargador Bernardo Avelino Gavião Peixoto, Dr. Ignacio Wallace da Gama Cochrane e Senador Francisco Antônio de Souza Queiroz. A seguir é listada os presidentes da diretoria em ordem cronologica.
| Presidente                                         | Perído                                       |
| -------------------------------------------------- | -------------------------------------------- |
| Clemente Falcão de Souza Filho                     | 7 de março de 1869 a 29 de agosto de 1880    |
| Francisco Antônio de Sousa Queirós Filho           | 30 agosto de 1880 a 31 de julho de 1881      |
| Fidêncio Nepomuceno Prates                         | 1 de agosto de 1881 a 31 de dezembro de 1889 |
| Antônio Pinheiro de Ulhoa Cintra, Barão de Jaguara | 1 de janeiro de 1890 a 3 de janeiro de 1891  |
| Antônio Paes de Barros                             | 4 de janeiro de 1891 a 1 de março de 1891    |
| Elias Antônio Pacheco e Chaves                     | 2 de março de 1891 a 2 de maio de 1892       |
| Antônio da Silva Prado                             | 2 de maio de 1892 a 23 de janeiro de 1928    |
| Antônio de Lacerda Franco                          | 23 de janeiro de 1928 a 1936                 |
| Antônio de Padua Salles                            | 1936 a 1949                                  |
| Jayme Pinheiro de Ulhôa Cintra                     | 1950                                         |
| João Soares do Amaral Netto                        |                                              |
| Walfrido de Carvalho                               | a 1971                                       |